# Namuchi
Namuchi (Sanskrit नमुचि namuci m.) ist der Name eines „Dämons“ (Asura) der vedischen Mythologie und Widersacher des Gottes Indra.

## Mythos
Eines Tages stahl Namuchi Somatrank von Indra und verunreinigte diesen mit Branntwein. Daraufhin schwor Indra Rache, doch aufgrund eines Vertrages durfte er Namuchi weder bei Tag noch bei Nacht, weder mit etwas Festem noch mit etwas Flüssigem, weder mit Holz noch mit Stein angreifen. Doch eines Tages, während der Abenddämmerung, entdeckte der Gott eine Schaumsäule im Meer. Weder fest noch flüssig, weder Stein noch Holz, warf Indra die Säule auf Namuchi und enthauptete ihn damit. Dadurch gewann er seinen Soma wieder, das er durch ein heiliges Ritual reinigte. Da Namuchis Tötung jedoch wie ein Vertragsbruch aussah, musste auch Indra selbst sich durch ein Reinigungsopfer von dieser Sünde befreien.